# Tarcísio Maia
Tarcísio de Vasconcelos Maia (Catolé do Rocha, 26 de agosto de 1916 — Rio de Janeiro, 10 de outubro de 1998), foi um médico e político brasileiro, tendo sido o 43.º Governador do Rio Grande do Norte.

## Biografia
Filho de João Agripino de Vasconcellos Maia (1886-1936) e Angelina Mariz Maia (1890-1977). Estudou no Colégio Diocesano Santa Luzia em Mossoró, RN, e no Liceu Paraibano, em João Pessoa, PB. Formou-se em medicina em 1939 na Faculdade de Medicina da Bahia, fez carreira política no Rio Grande do Norte, diferentemente do irmão João Agripino Filho.
Ocupou a Secretaria de Educação no governo Dinarte Mariz (1955-1960), elegendo-se deputado federal para o período de 1959-1963. Como deputado suplente, ocupou o cargo em curto período de 1957 e algumas vezes entre 1963 e 1965, sempre pela UDN.
Em 1975, foi designado governador do Rio Grande do Norte pela ARENA, com o apoio de Dinarte Mariz, após a morte do industrial Osmundo Farias, originalmente cotado para o cargo.¹ Foi sucedido em 1979 por seu primo, Lavoisier Maia e em 1983 quem ocuparia o governo, desta vez pelo voto direto, seria seu filho, José Agripino Maia.
Notas
1Veja, 1 de setembro de 1982.

## Fonte de pesquisa
Sucessão em família. Disponível em Veja, ed. 730 de 1 de setembro de 1982. São Paulo: Abril.